# Дуброво (Псковський район)
Дуброво (рос. Дуброво) — присілок в Псковському районі Псковської області Російської Федерації.
Населення становить 542 особи. Входить до складу муніципального утворення Логозовська волость.

## Історія
Від 2015 року входить до складу муніципального утворення Логозовська волость.

## Населення
| 2001 | 2002 | 2010 | 2012 |
| ---- | ---- | ---- | ---- |
| 491  | ↘441 | ↗459 | ↗542 |